# Vasa praevia
I vasa praevia sono una complicanza ostetrica caratterizzata dalla presenza di vasi sanguigni fetali che attraversano o decorrono in prossimità dell'orifizio interno dell'utero. Tali vasi, localizzati all'interno delle membrane del sacco vitellino ma senza il supporto del cordone ombelicale o della placenta, sono a rischio di sanguinamento quando avviene la rottura delle membrane di supporto della gravidanza.

## Eziopatogenesi
I vasa previa sono vasi fetali che attraversano le membrane fetali a livello dell'orifizio uterino interno. In caso di rottura di questi vasi l'emorragia origina dalla circolazione fetale e comporta un rapido dissanguamento del feto, che lo conduce spesso a morte.

## Fattori di rischio
Questa condizione si osserva più facilmente in caso di inserzione velamentosa del cordone ombelicale, in presenza di lobi placentari accessori e nella gravidanza multipla.

## Diagnosi
La classica triade clinica consiste in rottura della membrana, sanguinamento vaginale indolore e bradicardia fetale.
È una condizione che può raramente essere confermata prima del parto, ma può essere sospettata osservando all'ecocolor Doppler un flusso ematico che attraversa l'orifizio uterino interno.
La diagnosi è di solito confermata dopo il parto tramite un esame della placenta e delle membrane fetali e spesso quando la diagnosi è fatta il feto è già morto, perché la perdita di sangue costituisce una parte rilevante della volemia del feto.

## Trattamento
È solitamente indicato il parto cesareo, da effettuarsi immediatamente.